# Hymenesia tranquebarica
Hymenesia tranquebarica es una especie de insecto coleóptero de la familia Chrysomelidae.
Fue descrita científicamente en 1798 por Fabricius.